# Cops & Doughnuts
«Cops & Doughnuts» — кафе в городе Клэр, штат Мичиган (США). Открылось в 2009 году, специализируется на кофе и сладкой выпечке. Получило известность как заведение общественного питания, обслуживаемое сотрудниками городского отделения полиции.

## История
«Cops & Doughnuts» открылся в 2009 году, когда 9 полицейских приобрели пекарню «Clare City Bakery» (основанную в 1896 году), которая собиралась закрыться из-за финансовых проблем. Грег Райнарсон, один из этих офицеров, уволился из полиции, чтобы посвятить всё своё время открытому кафе.
Кроме приготовления кофе и пончиков, кафе также специализируется на продаже сувениров, связанных с полицией. В 2015 году кафе посетило более 500 000 человек. Со временем владельцы кафе также приступили к продаже своих пончиков и кофе в других местных заведениях. Также было открыто ещё несколько филиалов «Cops & Doughnuts». Названия блюд в кафе связаны с полицейской тематикой. Среди них коричные трубочки Night Stick («полицейская дубинка»), пончики с лимонным наполнителем Taser («тазер»), лонг-джоны с беконом и кленовым сиропом Squealer («доносчик»), яблочные фриттеры Felony Fritter («преступление»). Обычный кофе носит название «Утренняя смена», сильно обжаренный — «Ночная смена», а кофе без кофеина — «Выходной». Тематические названия носят и бутерброды в открывшемся позже филиале-столовой. При кафе почти сразу же открылся сувенирный магазин, одним из основных товаров которого стали чашки с фотографиями в профиль и анфас (англ. mug shots) и юмористическими подписями.
Заведение получило большую известность в США, так как это было абсолютное новшество в мире франчайзинга.